# Labeo fisheri
Labeo fisheri é uma espécie de Actinopterygii da família Cyprinidae.
Apenas pode ser encontrada no seguinte país: Sri Lanka.